# Xanthomonas citri
Espèce
Xanthomonas citri est une espèce de protéobactéries de la famille des Xanthomonadaceae.
C'est une bactérie phytopathogène, responsable en particulier du chancre bactérien des agrumes.

## Synonymes
Selon CAB International :
- Bacillus citri (Hasse) Holland 1920
- Bacterium citri (Hasse) Doidge 1916
- Phytomonas citri (Hasse) Bergey et al., 1923
- Pseudomonas citri Hasse 1915
- Xanthomonas axonopodis pv. aurantifolii Vauterin et al., 1995
- Xanthomonas axonopodis pv. citri (ex Hasse 1915) Vauterin et al., 1995
- Xanthomonas campestris pv. aurantifolii Gabriel et al., 1989
- Xanthomonas campestris pv. citri (Hasse 1915) Dye 1978
- Xanthomonas citri f.sp. aurantifolia Namekata & Oliveira 1972

## Liste des sous-espèces, variétés et non-classés
Selon NCBI (20 septembre 2014) :
- non-classé Xanthomonas citri pv. anacardii
- non-classé Xanthomonas citri pv. aurantifolii
- non-classé Xanthomonas citri pv. bauhiniae
- non-classé Xanthomonas citri pv. bilvae
- non-classé Xanthomonas citri pv. cajani
- non-classé Xanthomonas citri pv. citri
  - non-classé Xanthomonas axonopodis pv. citri str. 306
- non-classé Xanthomonas citri pv. clitoriae
- non-classé Xanthomonas citri pv. desmodiilaxiflori
- non-classé Xanthomonas citri pv. glycines
- non-classé Xanthomonas citri pv. malvacearum
  - non-classé Xanthomonas citri pv. malvacearum X18
  - non-classé Xanthomonas citri pv. malvacearum X20
- non-classé Xanthomonas citri pv. mangiferaeindicae
  - non-classé Xanthomonas citri pv. mangiferaeindicae BCRC 13182
  - non-classé Xanthomonas citri pv. mangiferaeindicae LMG 941
  - non-classé Xanthomonas citri pv. mangiferaeindicae NCHUPP Xma1
- variété Xanthomonas citri pv. phaseoli var. fuscans
- non-classé Xanthomonas citri pv. rhynchosiae
- non-classé Xanthomonas citri pv. sesbaniae
- non-classé Xanthomonas citri pv. vignicola
- sous-espèce Xanthomonas citri subsp. citri
  - sous-espèce Xanthomonas citri subsp. citri 306
  - sous-espèce Xanthomonas citri subsp. citri A*1609
  - sous-espèce Xanthomonas citri subsp. citri A*1974
  - sous-espèce Xanthomonas citri subsp. citri A*270
  - sous-espèce Xanthomonas citri subsp. citri A306
  - sous-espèce Xanthomonas citri subsp. citri Aw12879
  - sous-espèce Xanthomonas citri subsp. citri BL22SO3
  - sous-espèce Xanthomonas citri subsp. citri FB-SO11
  - sous-espèce Xanthomonas citri subsp. citri GD1
  - sous-espèce Xanthomonas citri subsp. citri GD2
  - sous-espèce Xanthomonas citri subsp. citri GD3
  - sous-espèce Xanthomonas citri subsp. citri JX4
  - sous-espèce Xanthomonas citri subsp. citri MFG-SO10
  - sous-espèce Xanthomonas citri subsp. citri NT40SO5
  - sous-espèce Xanthomonas citri subsp. citri str. Manatee 1617
  - sous-espèce Xanthomonas citri subsp. citri str. Manatee 6874
  - sous-espèce Xanthomonas citri subsp. citri str. Manatee M5
  - sous-espèce Xanthomonas citri subsp. citri str. Miami 5208
  - sous-espèce Xanthomonas citri subsp. citri str. Wellington 1962
  - sous-espèce Xanthomonas citri subsp. citri str. Wellington 2032
  - sous-espèce Xanthomonas citri subsp. citri str. Wellington 6980
  - sous-espèce Xanthomonas citri subsp. citri str. Wellington 7766
  - sous-espèce Xanthomonas citri subsp. citri UI6
  - sous-espèce Xanthomonas citri subsp. citri UI7
- sous-espèce Xanthomonas citri subsp. malvacearum